# NGC 2751
NGC 2751 é uma galáxia espiral (Sbc) localizada na direcção da constelação de Cancer. Possui uma declinação de +18° 15' 43" e uma ascensão recta de 9 horas, 05 minutos e 32,4 segundos.
A galáxia NGC 2751 foi descoberta em 28 de Março de 1864 por Albert Marth.